# Coronavirus lié au syndrome respiratoire aigu sévère
Betacoronavirus pandemicum
Ne doit pas être confondu avec SARS-CoV ou SARS-CoV-2.
Espèce
Synonymes
- Severe acute respiratory syndrome-related coronavirus, ICTV, 2009
- Severe acute respiratory syndrome coronavirus, ICTV, 2004

formes de rang inférieur
- SARS-CoV-1
- SARS-CoV-2
- Bat SL-CoV LYRa11
- Bat SL-CoV WIV1
- Bat SL-CoV RsSHC014
- Bat SL-CoV RaTG13

(…)
- Pangolin SL-CoV GD
- Cat SL-CoV
- Tiger SL-CoV
- Mink SL-CoV
- Dog SL-CoV[2]

Betacoronavirus pandemicum, anciennement appelé SARSr-CoV (acronyme anglais de severe acute respiratory syndrome-related coronavirus), est le nom scientifique officiel de l'espèce de coronavirus liés au syndrome respiratoire aigu sévère (soit également SL-CoV, pour SARS-like coronavirus). Ce sont, par exemple, le virus du SRAS de 2003 ou celui de la Covid-19. Les différentes formes de ces coronavirus infectent les humains, les chauves-souris et d'autres mammifères. Il s'agit d'un virus à ARN simple brin de sens positif enveloppé qui pénètre dans sa cellule hôte en se liant au récepteur ACE2. Il est membre du genre Betacoronavirus et du sous-genre Sarbecovirus,, différent de celui du coronavirus causant le MERS.
Deux souches de SARSr-CoV ont provoqué des flambées de maladies respiratoires graves chez l'humain : le SARS-CoV, qui a provoqué une flambée de syndrome respiratoire aigu sévère (SRAS) entre 2002 et 2003, et le SARS-CoV-2, qui depuis fin 2019 a provoqué une pandémie de maladie à coronavirus 2019 (COVID-19),. Il existe des centaines d'autres souches de SARSr-CoV, qui sont connues pour n'infecter que des espèces non humaines : les chauves-souris sont un réservoir majeur de nombreuses souches de SARSr-CoV, et plusieurs souches ont été identifiées dans les civettes de palmier, qui étaient les ancêtres probables du SARS-CoV.
Le SARSr-CoV était l'une des nombreuses espèces virales identifiées par l'Organisation mondiale de la santé (OMS) en 2016 comme une cause probable d'une future épidémie dans un nouveau plan élaboré après l'épidémie d'Ebola pour la recherche et le développement urgents de tests de dépistage, vaccins et médicaments. La prédiction s'est réalisée avec la pandémie de Covid-19,.

## Classification phylogénétique
L'espèce virale Severe acute respiratory syndrome-related coronavirus est membre du genre Betacoronavirus et du sous-genre Sarbecovirus (sous-groupe B) dans la famille Coronaviridae et la sous-famille Orthocoronavirinae. Les sarbecovirus, contrairement aux embécovirus ou aux alphacoronavirus, n'ont qu'une seule protéinase de type papaïne (PLpro) au lieu de deux dans le cadre de lecture ouvert ORF1. SARSr-CoV a été déterminée comme une séparation précoce des bétacoronavirus sur la base d'un ensemble de domaines conservés qu'il partage avec le groupe,.
Les chauves-souris constituent le principal hôte réservoir du SARSr-CoV. Le virus a co-évolué dans le réservoir hôte des chauves-souris sur une longue période de temps. Ce n'est que récemment que des souches de SARSr-CoV ont évolué et sont passées aux humains, comme dans le cas des souches SARS-CoV et SARS-CoV-2,. Ces deux souches issues d'un seul ancêtre ont effectué leur passage aux humains séparément : SARS-CoV-2 n'est pas un descendant direct de SARS-CoV.
L'arbre phylogénétique des souches de coronavirus de l'espèce SARSr-CoV est le suivant :
|  | Bat CoV BtKY72  |
|  |                 |
|  | Bat CoV BM48-31 |
|  |                 |
|  | Bat CoV RhGB01  |
|  |                 |

|  | \| \| SARSr-CoV WIV1 \| \| \| \| \| \| SARSr-CoV RsSHC014 \| \| \| \| |
|  |                                                                       |
|  | SARS-CoV-1 (agent infectieux du SRAS)                                 |
|  |                                                                       |
|  | SARSr-CoV WIV1                                                        |
|  |                                                                       |
|  | SARSr-CoV RsSHC014                                                    |
|  |                                                                       |

|  | SARSr-CoV WIV1     |
|  |                    |
|  | SARSr-CoV RsSHC014 |
|  |                    |

|  | \| \| SARSr-CoV WIV1 \| \| \| \| \| \| SARSr-CoV RsSHC014 \| \| \| \| |
|  |                                                                       |
|  | SARS-CoV-1 (agent infectieux du SRAS)                                 |
|  |                                                                       |
|  | SARSr-CoV WIV1                                                        |
|  |                                                                       |
|  | SARSr-CoV RsSHC014                                                    |
|  |                                                                       |

|  | SARSr-CoV WIV1     |
|  |                    |
|  | SARSr-CoV RsSHC014 |
|  |                    |

|  | \| \| SARSr-CoV WIV1 \| \| \| \| \| \| SARSr-CoV RsSHC014 \| \| \| \| |
|  |                                                                       |
|  | SARS-CoV-1 (agent infectieux du SRAS)                                 |
|  |                                                                       |
|  | SARSr-CoV WIV1                                                        |
|  |                                                                       |
|  | SARSr-CoV RsSHC014                                                    |
|  |                                                                       |

|  | SARSr-CoV WIV1     |
|  |                    |
|  | SARSr-CoV RsSHC014 |
|  |                    |

|  | \| \| SARSr-CoV WIV1 \| \| \| \| \| \| SARSr-CoV RsSHC014 \| \| \| \| |
|  |                                                                       |
|  | SARS-CoV-1 (agent infectieux du SRAS)                                 |
|  |                                                                       |
|  | SARSr-CoV WIV1                                                        |
|  |                                                                       |
|  | SARSr-CoV RsSHC014                                                    |
|  |                                                                       |

|  | SARSr-CoV WIV1     |
|  |                    |
|  | SARSr-CoV RsSHC014 |
|  |                    |

|  | \| \| SARSr-CoV WIV1 \| \| \| \| \| \| SARSr-CoV RsSHC014 \| \| \| \| |
|  |                                                                       |
|  | SARS-CoV-1 (agent infectieux du SRAS)                                 |
|  |                                                                       |
|  | SARSr-CoV WIV1                                                        |
|  |                                                                       |
|  | SARSr-CoV RsSHC014                                                    |
|  |                                                                       |

|  | SARSr-CoV WIV1     |
|  |                    |
|  | SARSr-CoV RsSHC014 |
|  |                    |

|  | \| \| SARSr-CoV WIV1 \| \| \| \| \| \| SARSr-CoV RsSHC014 \| \| \| \| |
|  |                                                                       |
|  | SARS-CoV-1 (agent infectieux du SRAS)                                 |
|  |                                                                       |
|  | SARSr-CoV WIV1                                                        |
|  |                                                                       |
|  | SARSr-CoV RsSHC014                                                    |
|  |                                                                       |

|  | SARSr-CoV WIV1     |
|  |                    |
|  | SARSr-CoV RsSHC014 |
|  |                    |

|  | \| \| SARSr-CoV WIV1 \| \| \| \| \| \| SARSr-CoV RsSHC014 \| \| \| \| |
|  |                                                                       |
|  | SARS-CoV-1 (agent infectieux du SRAS)                                 |
|  |                                                                       |
|  | SARSr-CoV WIV1                                                        |
|  |                                                                       |
|  | SARSr-CoV RsSHC014                                                    |
|  |                                                                       |

|  | SARSr-CoV WIV1     |
|  |                    |
|  | SARSr-CoV RsSHC014 |
|  |                    |

|  | \| \| SARSr-CoV WIV1 \| \| \| \| \| \| SARSr-CoV RsSHC014 \| \| \| \| |
|  |                                                                       |
|  | SARS-CoV-1 (agent infectieux du SRAS)                                 |
|  |                                                                       |
|  | SARSr-CoV WIV1                                                        |
|  |                                                                       |
|  | SARSr-CoV RsSHC014                                                    |
|  |                                                                       |

|  | SARSr-CoV WIV1     |
|  |                    |
|  | SARSr-CoV RsSHC014 |
|  |                    |

|  | SL-ZXC21, Rhinolophus pusillus, Zhoushan, Zhejiang |
|  |                                                    |
|  | SL-ZC45, Rhinolophus pusillus, Zhoushan, Zhejiang  |
|  |                                                    |

|  | RshSTT182, Rhinolophus shameli, Stoeng Treng, Cambodge |
|  |                                                        |
|  | RshSTT200, Rhinolophus shameli, Stoeng Treng, Cambodge |
|  |                                                        |

|  | RacCS203, Rhinolophus acuminatus, Chachoengsao, Thaïlande |
|  |                                                           |
|  | RmYN02, Rhinolophus malayanus, Mengla, Yunnan             |
|  |                                                           |

|  | RaTG13, Rhinolophus affinis, Mojiang, Yunnan |
|  |                                              |
|  | SARS-CoV-2 (agent infectieux de la Covid-19) |
|  |                                              |

|  | RshSTT182, Rhinolophus shameli, Stoeng Treng, Cambodge |
|  |                                                        |
|  | RshSTT200, Rhinolophus shameli, Stoeng Treng, Cambodge |
|  |                                                        |

|  | RacCS203, Rhinolophus acuminatus, Chachoengsao, Thaïlande |
|  |                                                           |
|  | RmYN02, Rhinolophus malayanus, Mengla, Yunnan             |
|  |                                                           |

|  | RaTG13, Rhinolophus affinis, Mojiang, Yunnan |
|  |                                              |
|  | SARS-CoV-2 (agent infectieux de la Covid-19) |
|  |                                              |

|  | RshSTT182, Rhinolophus shameli, Stoeng Treng, Cambodge |
|  |                                                        |
|  | RshSTT200, Rhinolophus shameli, Stoeng Treng, Cambodge |
|  |                                                        |

|  | RacCS203, Rhinolophus acuminatus, Chachoengsao, Thaïlande |
|  |                                                           |
|  | RmYN02, Rhinolophus malayanus, Mengla, Yunnan             |
|  |                                                           |

|  | RaTG13, Rhinolophus affinis, Mojiang, Yunnan |
|  |                                              |
|  | SARS-CoV-2 (agent infectieux de la Covid-19) |
|  |                                              |

|  | RshSTT182, Rhinolophus shameli, Stoeng Treng, Cambodge |
|  |                                                        |
|  | RshSTT200, Rhinolophus shameli, Stoeng Treng, Cambodge |
|  |                                                        |

|  | RacCS203, Rhinolophus acuminatus, Chachoengsao, Thaïlande |
|  |                                                           |
|  | RmYN02, Rhinolophus malayanus, Mengla, Yunnan             |
|  |                                                           |

|  | RaTG13, Rhinolophus affinis, Mojiang, Yunnan |
|  |                                              |
|  | SARS-CoV-2 (agent infectieux de la Covid-19) |
|  |                                              |

|  | RshSTT182, Rhinolophus shameli, Stoeng Treng, Cambodge |
|  |                                                        |
|  | RshSTT200, Rhinolophus shameli, Stoeng Treng, Cambodge |
|  |                                                        |

|  | RacCS203, Rhinolophus acuminatus, Chachoengsao, Thaïlande |
|  |                                                           |
|  | RmYN02, Rhinolophus malayanus, Mengla, Yunnan             |
|  |                                                           |

|  | RaTG13, Rhinolophus affinis, Mojiang, Yunnan |
|  |                                              |
|  | SARS-CoV-2 (agent infectieux de la Covid-19) |
|  |                                              |

|  | RshSTT182, Rhinolophus shameli, Stoeng Treng, Cambodge |
|  |                                                        |
|  | RshSTT200, Rhinolophus shameli, Stoeng Treng, Cambodge |
|  |                                                        |

|  | RacCS203, Rhinolophus acuminatus, Chachoengsao, Thaïlande |
|  |                                                           |
|  | RmYN02, Rhinolophus malayanus, Mengla, Yunnan             |
|  |                                                           |

|  | RaTG13, Rhinolophus affinis, Mojiang, Yunnan |
|  |                                              |
|  | SARS-CoV-2 (agent infectieux de la Covid-19) |
|  |                                              |

|  | RshSTT182, Rhinolophus shameli, Stoeng Treng, Cambodge |
|  |                                                        |
|  | RshSTT200, Rhinolophus shameli, Stoeng Treng, Cambodge |
|  |                                                        |

|  | RacCS203, Rhinolophus acuminatus, Chachoengsao, Thaïlande |
|  |                                                           |
|  | RmYN02, Rhinolophus malayanus, Mengla, Yunnan             |
|  |                                                           |

|  | RaTG13, Rhinolophus affinis, Mojiang, Yunnan |
|  |                                              |
|  | SARS-CoV-2 (agent infectieux de la Covid-19) |
|  |                                              |

|  | RshSTT182, Rhinolophus shameli, Stoeng Treng, Cambodge |
|  |                                                        |
|  | RshSTT200, Rhinolophus shameli, Stoeng Treng, Cambodge |
|  |                                                        |

|  | RacCS203, Rhinolophus acuminatus, Chachoengsao, Thaïlande |
|  |                                                           |
|  | RmYN02, Rhinolophus malayanus, Mengla, Yunnan             |
|  |                                                           |

|  | RaTG13, Rhinolophus affinis, Mojiang, Yunnan |
|  |                                              |
|  | SARS-CoV-2 (agent infectieux de la Covid-19) |
|  |                                              |

|  | SL-ZXC21, Rhinolophus pusillus, Zhoushan, Zhejiang |
|  |                                                    |
|  | SL-ZC45, Rhinolophus pusillus, Zhoushan, Zhejiang  |
|  |                                                    |

|  | RshSTT182, Rhinolophus shameli, Stoeng Treng, Cambodge |
|  |                                                        |
|  | RshSTT200, Rhinolophus shameli, Stoeng Treng, Cambodge |
|  |                                                        |

|  | RacCS203, Rhinolophus acuminatus, Chachoengsao, Thaïlande |
|  |                                                           |
|  | RmYN02, Rhinolophus malayanus, Mengla, Yunnan             |
|  |                                                           |

|  | RaTG13, Rhinolophus affinis, Mojiang, Yunnan |
|  |                                              |
|  | SARS-CoV-2 (agent infectieux de la Covid-19) |
|  |                                              |

|  | RshSTT182, Rhinolophus shameli, Stoeng Treng, Cambodge |
|  |                                                        |
|  | RshSTT200, Rhinolophus shameli, Stoeng Treng, Cambodge |
|  |                                                        |

|  | RacCS203, Rhinolophus acuminatus, Chachoengsao, Thaïlande |
|  |                                                           |
|  | RmYN02, Rhinolophus malayanus, Mengla, Yunnan             |
|  |                                                           |

|  | RaTG13, Rhinolophus affinis, Mojiang, Yunnan |
|  |                                              |
|  | SARS-CoV-2 (agent infectieux de la Covid-19) |
|  |                                              |

|  | RshSTT182, Rhinolophus shameli, Stoeng Treng, Cambodge |
|  |                                                        |
|  | RshSTT200, Rhinolophus shameli, Stoeng Treng, Cambodge |
|  |                                                        |

|  | RacCS203, Rhinolophus acuminatus, Chachoengsao, Thaïlande |
|  |                                                           |
|  | RmYN02, Rhinolophus malayanus, Mengla, Yunnan             |
|  |                                                           |

|  | RaTG13, Rhinolophus affinis, Mojiang, Yunnan |
|  |                                              |
|  | SARS-CoV-2 (agent infectieux de la Covid-19) |
|  |                                              |

|  | RshSTT182, Rhinolophus shameli, Stoeng Treng, Cambodge |
|  |                                                        |
|  | RshSTT200, Rhinolophus shameli, Stoeng Treng, Cambodge |
|  |                                                        |

|  | RacCS203, Rhinolophus acuminatus, Chachoengsao, Thaïlande |
|  |                                                           |
|  | RmYN02, Rhinolophus malayanus, Mengla, Yunnan             |
|  |                                                           |

|  | RaTG13, Rhinolophus affinis, Mojiang, Yunnan |
|  |                                              |
|  | SARS-CoV-2 (agent infectieux de la Covid-19) |
|  |                                              |

|  | RshSTT182, Rhinolophus shameli, Stoeng Treng, Cambodge |
|  |                                                        |
|  | RshSTT200, Rhinolophus shameli, Stoeng Treng, Cambodge |
|  |                                                        |

|  | RacCS203, Rhinolophus acuminatus, Chachoengsao, Thaïlande |
|  |                                                           |
|  | RmYN02, Rhinolophus malayanus, Mengla, Yunnan             |
|  |                                                           |

|  | RaTG13, Rhinolophus affinis, Mojiang, Yunnan |
|  |                                              |
|  | SARS-CoV-2 (agent infectieux de la Covid-19) |
|  |                                              |

|  | RshSTT182, Rhinolophus shameli, Stoeng Treng, Cambodge |
|  |                                                        |
|  | RshSTT200, Rhinolophus shameli, Stoeng Treng, Cambodge |
|  |                                                        |

|  | RacCS203, Rhinolophus acuminatus, Chachoengsao, Thaïlande |
|  |                                                           |
|  | RmYN02, Rhinolophus malayanus, Mengla, Yunnan             |
|  |                                                           |

|  | RaTG13, Rhinolophus affinis, Mojiang, Yunnan |
|  |                                              |
|  | SARS-CoV-2 (agent infectieux de la Covid-19) |
|  |                                              |

|  | RshSTT182, Rhinolophus shameli, Stoeng Treng, Cambodge |
|  |                                                        |
|  | RshSTT200, Rhinolophus shameli, Stoeng Treng, Cambodge |
|  |                                                        |

|  | RacCS203, Rhinolophus acuminatus, Chachoengsao, Thaïlande |
|  |                                                           |
|  | RmYN02, Rhinolophus malayanus, Mengla, Yunnan             |
|  |                                                           |

|  | RaTG13, Rhinolophus affinis, Mojiang, Yunnan |
|  |                                              |
|  | SARS-CoV-2 (agent infectieux de la Covid-19) |
|  |                                              |

|  | RshSTT182, Rhinolophus shameli, Stoeng Treng, Cambodge |
|  |                                                        |
|  | RshSTT200, Rhinolophus shameli, Stoeng Treng, Cambodge |
|  |                                                        |

|  | RacCS203, Rhinolophus acuminatus, Chachoengsao, Thaïlande |
|  |                                                           |
|  | RmYN02, Rhinolophus malayanus, Mengla, Yunnan             |
|  |                                                           |

|  | RaTG13, Rhinolophus affinis, Mojiang, Yunnan |
|  |                                              |
|  | SARS-CoV-2 (agent infectieux de la Covid-19) |
|  |                                              |

|  | SL-ZXC21, Rhinolophus pusillus, Zhoushan, Zhejiang |
|  |                                                    |
|  | SL-ZC45, Rhinolophus pusillus, Zhoushan, Zhejiang  |
|  |                                                    |

|  | RshSTT182, Rhinolophus shameli, Stoeng Treng, Cambodge |
|  |                                                        |
|  | RshSTT200, Rhinolophus shameli, Stoeng Treng, Cambodge |
|  |                                                        |

|  | RacCS203, Rhinolophus acuminatus, Chachoengsao, Thaïlande |
|  |                                                           |
|  | RmYN02, Rhinolophus malayanus, Mengla, Yunnan             |
|  |                                                           |

|  | RaTG13, Rhinolophus affinis, Mojiang, Yunnan |
|  |                                              |
|  | SARS-CoV-2 (agent infectieux de la Covid-19) |
|  |                                              |

|  | RshSTT182, Rhinolophus shameli, Stoeng Treng, Cambodge |
|  |                                                        |
|  | RshSTT200, Rhinolophus shameli, Stoeng Treng, Cambodge |
|  |                                                        |

|  | RacCS203, Rhinolophus acuminatus, Chachoengsao, Thaïlande |
|  |                                                           |
|  | RmYN02, Rhinolophus malayanus, Mengla, Yunnan             |
|  |                                                           |

|  | RaTG13, Rhinolophus affinis, Mojiang, Yunnan |
|  |                                              |
|  | SARS-CoV-2 (agent infectieux de la Covid-19) |
|  |                                              |

|  | RshSTT182, Rhinolophus shameli, Stoeng Treng, Cambodge |
|  |                                                        |
|  | RshSTT200, Rhinolophus shameli, Stoeng Treng, Cambodge |
|  |                                                        |

|  | RacCS203, Rhinolophus acuminatus, Chachoengsao, Thaïlande |
|  |                                                           |
|  | RmYN02, Rhinolophus malayanus, Mengla, Yunnan             |
|  |                                                           |

|  | RaTG13, Rhinolophus affinis, Mojiang, Yunnan |
|  |                                              |
|  | SARS-CoV-2 (agent infectieux de la Covid-19) |
|  |                                              |

|  | RshSTT182, Rhinolophus shameli, Stoeng Treng, Cambodge |
|  |                                                        |
|  | RshSTT200, Rhinolophus shameli, Stoeng Treng, Cambodge |
|  |                                                        |

|  | RacCS203, Rhinolophus acuminatus, Chachoengsao, Thaïlande |
|  |                                                           |
|  | RmYN02, Rhinolophus malayanus, Mengla, Yunnan             |
|  |                                                           |

|  | RaTG13, Rhinolophus affinis, Mojiang, Yunnan |
|  |                                              |
|  | SARS-CoV-2 (agent infectieux de la Covid-19) |
|  |                                              |

|  | RshSTT182, Rhinolophus shameli, Stoeng Treng, Cambodge |
|  |                                                        |
|  | RshSTT200, Rhinolophus shameli, Stoeng Treng, Cambodge |
|  |                                                        |

|  | RacCS203, Rhinolophus acuminatus, Chachoengsao, Thaïlande |
|  |                                                           |
|  | RmYN02, Rhinolophus malayanus, Mengla, Yunnan             |
|  |                                                           |

|  | RaTG13, Rhinolophus affinis, Mojiang, Yunnan |
|  |                                              |
|  | SARS-CoV-2 (agent infectieux de la Covid-19) |
|  |                                              |

|  | RshSTT182, Rhinolophus shameli, Stoeng Treng, Cambodge |
|  |                                                        |
|  | RshSTT200, Rhinolophus shameli, Stoeng Treng, Cambodge |
|  |                                                        |

|  | RacCS203, Rhinolophus acuminatus, Chachoengsao, Thaïlande |
|  |                                                           |
|  | RmYN02, Rhinolophus malayanus, Mengla, Yunnan             |
|  |                                                           |

|  | RaTG13, Rhinolophus affinis, Mojiang, Yunnan |
|  |                                              |
|  | SARS-CoV-2 (agent infectieux de la Covid-19) |
|  |                                              |

|  | RshSTT182, Rhinolophus shameli, Stoeng Treng, Cambodge |
|  |                                                        |
|  | RshSTT200, Rhinolophus shameli, Stoeng Treng, Cambodge |
|  |                                                        |

|  | RacCS203, Rhinolophus acuminatus, Chachoengsao, Thaïlande |
|  |                                                           |
|  | RmYN02, Rhinolophus malayanus, Mengla, Yunnan             |
|  |                                                           |

|  | RaTG13, Rhinolophus affinis, Mojiang, Yunnan |
|  |                                              |
|  | SARS-CoV-2 (agent infectieux de la Covid-19) |
|  |                                              |

|  | RshSTT182, Rhinolophus shameli, Stoeng Treng, Cambodge |
|  |                                                        |
|  | RshSTT200, Rhinolophus shameli, Stoeng Treng, Cambodge |
|  |                                                        |

|  | RacCS203, Rhinolophus acuminatus, Chachoengsao, Thaïlande |
|  |                                                           |
|  | RmYN02, Rhinolophus malayanus, Mengla, Yunnan             |
|  |                                                           |

|  | RaTG13, Rhinolophus affinis, Mojiang, Yunnan |
|  |                                              |
|  | SARS-CoV-2 (agent infectieux de la Covid-19) |
|  |                                              |

|  | SL-ZXC21, Rhinolophus pusillus, Zhoushan, Zhejiang |
|  |                                                    |
|  | SL-ZC45, Rhinolophus pusillus, Zhoushan, Zhejiang  |
|  |                                                    |

|  | RshSTT182, Rhinolophus shameli, Stoeng Treng, Cambodge |
|  |                                                        |
|  | RshSTT200, Rhinolophus shameli, Stoeng Treng, Cambodge |
|  |                                                        |

|  | RacCS203, Rhinolophus acuminatus, Chachoengsao, Thaïlande |
|  |                                                           |
|  | RmYN02, Rhinolophus malayanus, Mengla, Yunnan             |
|  |                                                           |

|  | RaTG13, Rhinolophus affinis, Mojiang, Yunnan |
|  |                                              |
|  | SARS-CoV-2 (agent infectieux de la Covid-19) |
|  |                                              |

|  | RshSTT182, Rhinolophus shameli, Stoeng Treng, Cambodge |
|  |                                                        |
|  | RshSTT200, Rhinolophus shameli, Stoeng Treng, Cambodge |
|  |                                                        |

|  | RacCS203, Rhinolophus acuminatus, Chachoengsao, Thaïlande |
|  |                                                           |
|  | RmYN02, Rhinolophus malayanus, Mengla, Yunnan             |
|  |                                                           |

|  | RaTG13, Rhinolophus affinis, Mojiang, Yunnan |
|  |                                              |
|  | SARS-CoV-2 (agent infectieux de la Covid-19) |
|  |                                              |

|  | RshSTT182, Rhinolophus shameli, Stoeng Treng, Cambodge |
|  |                                                        |
|  | RshSTT200, Rhinolophus shameli, Stoeng Treng, Cambodge |
|  |                                                        |

|  | RacCS203, Rhinolophus acuminatus, Chachoengsao, Thaïlande |
|  |                                                           |
|  | RmYN02, Rhinolophus malayanus, Mengla, Yunnan             |
|  |                                                           |

|  | RaTG13, Rhinolophus affinis, Mojiang, Yunnan |
|  |                                              |
|  | SARS-CoV-2 (agent infectieux de la Covid-19) |
|  |                                              |

|  | RshSTT182, Rhinolophus shameli, Stoeng Treng, Cambodge |
|  |                                                        |
|  | RshSTT200, Rhinolophus shameli, Stoeng Treng, Cambodge |
|  |                                                        |

|  | RacCS203, Rhinolophus acuminatus, Chachoengsao, Thaïlande |
|  |                                                           |
|  | RmYN02, Rhinolophus malayanus, Mengla, Yunnan             |
|  |                                                           |

|  | RaTG13, Rhinolophus affinis, Mojiang, Yunnan |
|  |                                              |
|  | SARS-CoV-2 (agent infectieux de la Covid-19) |
|  |                                              |

|  | RshSTT182, Rhinolophus shameli, Stoeng Treng, Cambodge |
|  |                                                        |
|  | RshSTT200, Rhinolophus shameli, Stoeng Treng, Cambodge |
|  |                                                        |

|  | RacCS203, Rhinolophus acuminatus, Chachoengsao, Thaïlande |
|  |                                                           |
|  | RmYN02, Rhinolophus malayanus, Mengla, Yunnan             |
|  |                                                           |

|  | RaTG13, Rhinolophus affinis, Mojiang, Yunnan |
|  |                                              |
|  | SARS-CoV-2 (agent infectieux de la Covid-19) |
|  |                                              |

|  | RshSTT182, Rhinolophus shameli, Stoeng Treng, Cambodge |
|  |                                                        |
|  | RshSTT200, Rhinolophus shameli, Stoeng Treng, Cambodge |
|  |                                                        |

|  | RacCS203, Rhinolophus acuminatus, Chachoengsao, Thaïlande |
|  |                                                           |
|  | RmYN02, Rhinolophus malayanus, Mengla, Yunnan             |
|  |                                                           |

|  | RaTG13, Rhinolophus affinis, Mojiang, Yunnan |
|  |                                              |
|  | SARS-CoV-2 (agent infectieux de la Covid-19) |
|  |                                              |

|  | RshSTT182, Rhinolophus shameli, Stoeng Treng, Cambodge |
|  |                                                        |
|  | RshSTT200, Rhinolophus shameli, Stoeng Treng, Cambodge |
|  |                                                        |

|  | RacCS203, Rhinolophus acuminatus, Chachoengsao, Thaïlande |
|  |                                                           |
|  | RmYN02, Rhinolophus malayanus, Mengla, Yunnan             |
|  |                                                           |

|  | RaTG13, Rhinolophus affinis, Mojiang, Yunnan |
|  |                                              |
|  | SARS-CoV-2 (agent infectieux de la Covid-19) |
|  |                                              |

|  | RshSTT182, Rhinolophus shameli, Stoeng Treng, Cambodge |
|  |                                                        |
|  | RshSTT200, Rhinolophus shameli, Stoeng Treng, Cambodge |
|  |                                                        |

|  | RacCS203, Rhinolophus acuminatus, Chachoengsao, Thaïlande |
|  |                                                           |
|  | RmYN02, Rhinolophus malayanus, Mengla, Yunnan             |
|  |                                                           |

|  | RaTG13, Rhinolophus affinis, Mojiang, Yunnan |
|  |                                              |
|  | SARS-CoV-2 (agent infectieux de la Covid-19) |
|  |                                              |

|  | \| \| SARSr-CoV WIV1 \| \| \| \| \| \| SARSr-CoV RsSHC014 \| \| \| \| |
|  |                                                                       |
|  | SARS-CoV-1 (agent infectieux du SRAS)                                 |
|  |                                                                       |
|  | SARSr-CoV WIV1                                                        |
|  |                                                                       |
|  | SARSr-CoV RsSHC014                                                    |
|  |                                                                       |

|  | SARSr-CoV WIV1     |
|  |                    |
|  | SARSr-CoV RsSHC014 |
|  |                    |

|  | \| \| SARSr-CoV WIV1 \| \| \| \| \| \| SARSr-CoV RsSHC014 \| \| \| \| |
|  |                                                                       |
|  | SARS-CoV-1 (agent infectieux du SRAS)                                 |
|  |                                                                       |
|  | SARSr-CoV WIV1                                                        |
|  |                                                                       |
|  | SARSr-CoV RsSHC014                                                    |
|  |                                                                       |

|  | SARSr-CoV WIV1     |
|  |                    |
|  | SARSr-CoV RsSHC014 |
|  |                    |

|  | \| \| SARSr-CoV WIV1 \| \| \| \| \| \| SARSr-CoV RsSHC014 \| \| \| \| |
|  |                                                                       |
|  | SARS-CoV-1 (agent infectieux du SRAS)                                 |
|  |                                                                       |
|  | SARSr-CoV WIV1                                                        |
|  |                                                                       |
|  | SARSr-CoV RsSHC014                                                    |
|  |                                                                       |

|  | SARSr-CoV WIV1     |
|  |                    |
|  | SARSr-CoV RsSHC014 |
|  |                    |

|  | \| \| SARSr-CoV WIV1 \| \| \| \| \| \| SARSr-CoV RsSHC014 \| \| \| \| |
|  |                                                                       |
|  | SARS-CoV-1 (agent infectieux du SRAS)                                 |
|  |                                                                       |
|  | SARSr-CoV WIV1                                                        |
|  |                                                                       |
|  | SARSr-CoV RsSHC014                                                    |
|  |                                                                       |

|  | SARSr-CoV WIV1     |
|  |                    |
|  | SARSr-CoV RsSHC014 |
|  |                    |

|  | \| \| SARSr-CoV WIV1 \| \| \| \| \| \| SARSr-CoV RsSHC014 \| \| \| \| |
|  |                                                                       |
|  | SARS-CoV-1 (agent infectieux du SRAS)                                 |
|  |                                                                       |
|  | SARSr-CoV WIV1                                                        |
|  |                                                                       |
|  | SARSr-CoV RsSHC014                                                    |
|  |                                                                       |

|  | SARSr-CoV WIV1     |
|  |                    |
|  | SARSr-CoV RsSHC014 |
|  |                    |

|  | \| \| SARSr-CoV WIV1 \| \| \| \| \| \| SARSr-CoV RsSHC014 \| \| \| \| |
|  |                                                                       |
|  | SARS-CoV-1 (agent infectieux du SRAS)                                 |
|  |                                                                       |
|  | SARSr-CoV WIV1                                                        |
|  |                                                                       |
|  | SARSr-CoV RsSHC014                                                    |
|  |                                                                       |

|  | SARSr-CoV WIV1     |
|  |                    |
|  | SARSr-CoV RsSHC014 |
|  |                    |

|  | \| \| SARSr-CoV WIV1 \| \| \| \| \| \| SARSr-CoV RsSHC014 \| \| \| \| |
|  |                                                                       |
|  | SARS-CoV-1 (agent infectieux du SRAS)                                 |
|  |                                                                       |
|  | SARSr-CoV WIV1                                                        |
|  |                                                                       |
|  | SARSr-CoV RsSHC014                                                    |
|  |                                                                       |

|  | SARSr-CoV WIV1     |
|  |                    |
|  | SARSr-CoV RsSHC014 |
|  |                    |

|  | \| \| SARSr-CoV WIV1 \| \| \| \| \| \| SARSr-CoV RsSHC014 \| \| \| \| |
|  |                                                                       |
|  | SARS-CoV-1 (agent infectieux du SRAS)                                 |
|  |                                                                       |
|  | SARSr-CoV WIV1                                                        |
|  |                                                                       |
|  | SARSr-CoV RsSHC014                                                    |
|  |                                                                       |

|  | SARSr-CoV WIV1     |
|  |                    |
|  | SARSr-CoV RsSHC014 |
|  |                    |

|  | SL-ZXC21, Rhinolophus pusillus, Zhoushan, Zhejiang |
|  |                                                    |
|  | SL-ZC45, Rhinolophus pusillus, Zhoushan, Zhejiang  |
|  |                                                    |

|  | RshSTT182, Rhinolophus shameli, Stoeng Treng, Cambodge |
|  |                                                        |
|  | RshSTT200, Rhinolophus shameli, Stoeng Treng, Cambodge |
|  |                                                        |

|  | RacCS203, Rhinolophus acuminatus, Chachoengsao, Thaïlande |
|  |                                                           |
|  | RmYN02, Rhinolophus malayanus, Mengla, Yunnan             |
|  |                                                           |

|  | RaTG13, Rhinolophus affinis, Mojiang, Yunnan |
|  |                                              |
|  | SARS-CoV-2 (agent infectieux de la Covid-19) |
|  |                                              |

|  | RshSTT182, Rhinolophus shameli, Stoeng Treng, Cambodge |
|  |                                                        |
|  | RshSTT200, Rhinolophus shameli, Stoeng Treng, Cambodge |
|  |                                                        |

|  | RacCS203, Rhinolophus acuminatus, Chachoengsao, Thaïlande |
|  |                                                           |
|  | RmYN02, Rhinolophus malayanus, Mengla, Yunnan             |
|  |                                                           |

|  | RaTG13, Rhinolophus affinis, Mojiang, Yunnan |
|  |                                              |
|  | SARS-CoV-2 (agent infectieux de la Covid-19) |
|  |                                              |

|  | RshSTT182, Rhinolophus shameli, Stoeng Treng, Cambodge |
|  |                                                        |
|  | RshSTT200, Rhinolophus shameli, Stoeng Treng, Cambodge |
|  |                                                        |

|  | RacCS203, Rhinolophus acuminatus, Chachoengsao, Thaïlande |
|  |                                                           |
|  | RmYN02, Rhinolophus malayanus, Mengla, Yunnan             |
|  |                                                           |

|  | RaTG13, Rhinolophus affinis, Mojiang, Yunnan |
|  |                                              |
|  | SARS-CoV-2 (agent infectieux de la Covid-19) |
|  |                                              |

|  | RshSTT182, Rhinolophus shameli, Stoeng Treng, Cambodge |
|  |                                                        |
|  | RshSTT200, Rhinolophus shameli, Stoeng Treng, Cambodge |
|  |                                                        |

|  | RacCS203, Rhinolophus acuminatus, Chachoengsao, Thaïlande |
|  |                                                           |
|  | RmYN02, Rhinolophus malayanus, Mengla, Yunnan             |
|  |                                                           |

|  | RaTG13, Rhinolophus affinis, Mojiang, Yunnan |
|  |                                              |
|  | SARS-CoV-2 (agent infectieux de la Covid-19) |
|  |                                              |

|  | RshSTT182, Rhinolophus shameli, Stoeng Treng, Cambodge |
|  |                                                        |
|  | RshSTT200, Rhinolophus shameli, Stoeng Treng, Cambodge |
|  |                                                        |

|  | RacCS203, Rhinolophus acuminatus, Chachoengsao, Thaïlande |
|  |                                                           |
|  | RmYN02, Rhinolophus malayanus, Mengla, Yunnan             |
|  |                                                           |

|  | RaTG13, Rhinolophus affinis, Mojiang, Yunnan |
|  |                                              |
|  | SARS-CoV-2 (agent infectieux de la Covid-19) |
|  |                                              |

|  | RshSTT182, Rhinolophus shameli, Stoeng Treng, Cambodge |
|  |                                                        |
|  | RshSTT200, Rhinolophus shameli, Stoeng Treng, Cambodge |
|  |                                                        |

|  | RacCS203, Rhinolophus acuminatus, Chachoengsao, Thaïlande |
|  |                                                           |
|  | RmYN02, Rhinolophus malayanus, Mengla, Yunnan             |
|  |                                                           |

|  | RaTG13, Rhinolophus affinis, Mojiang, Yunnan |
|  |                                              |
|  | SARS-CoV-2 (agent infectieux de la Covid-19) |
|  |                                              |

|  | RshSTT182, Rhinolophus shameli, Stoeng Treng, Cambodge |
|  |                                                        |
|  | RshSTT200, Rhinolophus shameli, Stoeng Treng, Cambodge |
|  |                                                        |

|  | RacCS203, Rhinolophus acuminatus, Chachoengsao, Thaïlande |
|  |                                                           |
|  | RmYN02, Rhinolophus malayanus, Mengla, Yunnan             |
|  |                                                           |

|  | RaTG13, Rhinolophus affinis, Mojiang, Yunnan |
|  |                                              |
|  | SARS-CoV-2 (agent infectieux de la Covid-19) |
|  |                                              |

|  | RshSTT182, Rhinolophus shameli, Stoeng Treng, Cambodge |
|  |                                                        |
|  | RshSTT200, Rhinolophus shameli, Stoeng Treng, Cambodge |
|  |                                                        |

|  | RacCS203, Rhinolophus acuminatus, Chachoengsao, Thaïlande |
|  |                                                           |
|  | RmYN02, Rhinolophus malayanus, Mengla, Yunnan             |
|  |                                                           |

|  | RaTG13, Rhinolophus affinis, Mojiang, Yunnan |
|  |                                              |
|  | SARS-CoV-2 (agent infectieux de la Covid-19) |
|  |                                              |

|  | SL-ZXC21, Rhinolophus pusillus, Zhoushan, Zhejiang |
|  |                                                    |
|  | SL-ZC45, Rhinolophus pusillus, Zhoushan, Zhejiang  |
|  |                                                    |

|  | RshSTT182, Rhinolophus shameli, Stoeng Treng, Cambodge |
|  |                                                        |
|  | RshSTT200, Rhinolophus shameli, Stoeng Treng, Cambodge |
|  |                                                        |

|  | RacCS203, Rhinolophus acuminatus, Chachoengsao, Thaïlande |
|  |                                                           |
|  | RmYN02, Rhinolophus malayanus, Mengla, Yunnan             |
|  |                                                           |

|  | RaTG13, Rhinolophus affinis, Mojiang, Yunnan |
|  |                                              |
|  | SARS-CoV-2 (agent infectieux de la Covid-19) |
|  |                                              |

|  | RshSTT182, Rhinolophus shameli, Stoeng Treng, Cambodge |
|  |                                                        |
|  | RshSTT200, Rhinolophus shameli, Stoeng Treng, Cambodge |
|  |                                                        |

|  | RacCS203, Rhinolophus acuminatus, Chachoengsao, Thaïlande |
|  |                                                           |
|  | RmYN02, Rhinolophus malayanus, Mengla, Yunnan             |
|  |                                                           |

|  | RaTG13, Rhinolophus affinis, Mojiang, Yunnan |
|  |                                              |
|  | SARS-CoV-2 (agent infectieux de la Covid-19) |
|  |                                              |

|  | RshSTT182, Rhinolophus shameli, Stoeng Treng, Cambodge |
|  |                                                        |
|  | RshSTT200, Rhinolophus shameli, Stoeng Treng, Cambodge |
|  |                                                        |

|  | RacCS203, Rhinolophus acuminatus, Chachoengsao, Thaïlande |
|  |                                                           |
|  | RmYN02, Rhinolophus malayanus, Mengla, Yunnan             |
|  |                                                           |

|  | RaTG13, Rhinolophus affinis, Mojiang, Yunnan |
|  |                                              |
|  | SARS-CoV-2 (agent infectieux de la Covid-19) |
|  |                                              |

|  | RshSTT182, Rhinolophus shameli, Stoeng Treng, Cambodge |
|  |                                                        |
|  | RshSTT200, Rhinolophus shameli, Stoeng Treng, Cambodge |
|  |                                                        |

|  | RacCS203, Rhinolophus acuminatus, Chachoengsao, Thaïlande |
|  |                                                           |
|  | RmYN02, Rhinolophus malayanus, Mengla, Yunnan             |
|  |                                                           |

|  | RaTG13, Rhinolophus affinis, Mojiang, Yunnan |
|  |                                              |
|  | SARS-CoV-2 (agent infectieux de la Covid-19) |
|  |                                              |

|  | RshSTT182, Rhinolophus shameli, Stoeng Treng, Cambodge |
|  |                                                        |
|  | RshSTT200, Rhinolophus shameli, Stoeng Treng, Cambodge |
|  |                                                        |

|  | RacCS203, Rhinolophus acuminatus, Chachoengsao, Thaïlande |
|  |                                                           |
|  | RmYN02, Rhinolophus malayanus, Mengla, Yunnan             |
|  |                                                           |

|  | RaTG13, Rhinolophus affinis, Mojiang, Yunnan |
|  |                                              |
|  | SARS-CoV-2 (agent infectieux de la Covid-19) |
|  |                                              |

|  | RshSTT182, Rhinolophus shameli, Stoeng Treng, Cambodge |
|  |                                                        |
|  | RshSTT200, Rhinolophus shameli, Stoeng Treng, Cambodge |
|  |                                                        |

|  | RacCS203, Rhinolophus acuminatus, Chachoengsao, Thaïlande |
|  |                                                           |
|  | RmYN02, Rhinolophus malayanus, Mengla, Yunnan             |
|  |                                                           |

|  | RaTG13, Rhinolophus affinis, Mojiang, Yunnan |
|  |                                              |
|  | SARS-CoV-2 (agent infectieux de la Covid-19) |
|  |                                              |

|  | RshSTT182, Rhinolophus shameli, Stoeng Treng, Cambodge |
|  |                                                        |
|  | RshSTT200, Rhinolophus shameli, Stoeng Treng, Cambodge |
|  |                                                        |

|  | RacCS203, Rhinolophus acuminatus, Chachoengsao, Thaïlande |
|  |                                                           |
|  | RmYN02, Rhinolophus malayanus, Mengla, Yunnan             |
|  |                                                           |

|  | RaTG13, Rhinolophus affinis, Mojiang, Yunnan |
|  |                                              |
|  | SARS-CoV-2 (agent infectieux de la Covid-19) |
|  |                                              |

|  | RshSTT182, Rhinolophus shameli, Stoeng Treng, Cambodge |
|  |                                                        |
|  | RshSTT200, Rhinolophus shameli, Stoeng Treng, Cambodge |
|  |                                                        |

|  | RacCS203, Rhinolophus acuminatus, Chachoengsao, Thaïlande |
|  |                                                           |
|  | RmYN02, Rhinolophus malayanus, Mengla, Yunnan             |
|  |                                                           |

|  | RaTG13, Rhinolophus affinis, Mojiang, Yunnan |
|  |                                              |
|  | SARS-CoV-2 (agent infectieux de la Covid-19) |
|  |                                              |

|  | SL-ZXC21, Rhinolophus pusillus, Zhoushan, Zhejiang |
|  |                                                    |
|  | SL-ZC45, Rhinolophus pusillus, Zhoushan, Zhejiang  |
|  |                                                    |

|  | RshSTT182, Rhinolophus shameli, Stoeng Treng, Cambodge |
|  |                                                        |
|  | RshSTT200, Rhinolophus shameli, Stoeng Treng, Cambodge |
|  |                                                        |

|  | RacCS203, Rhinolophus acuminatus, Chachoengsao, Thaïlande |
|  |                                                           |
|  | RmYN02, Rhinolophus malayanus, Mengla, Yunnan             |
|  |                                                           |

|  | RaTG13, Rhinolophus affinis, Mojiang, Yunnan |
|  |                                              |
|  | SARS-CoV-2 (agent infectieux de la Covid-19) |
|  |                                              |

|  | RshSTT182, Rhinolophus shameli, Stoeng Treng, Cambodge |
|  |                                                        |
|  | RshSTT200, Rhinolophus shameli, Stoeng Treng, Cambodge |
|  |                                                        |

|  | RacCS203, Rhinolophus acuminatus, Chachoengsao, Thaïlande |
|  |                                                           |
|  | RmYN02, Rhinolophus malayanus, Mengla, Yunnan             |
|  |                                                           |

|  | RaTG13, Rhinolophus affinis, Mojiang, Yunnan |
|  |                                              |
|  | SARS-CoV-2 (agent infectieux de la Covid-19) |
|  |                                              |

|  | RshSTT182, Rhinolophus shameli, Stoeng Treng, Cambodge |
|  |                                                        |
|  | RshSTT200, Rhinolophus shameli, Stoeng Treng, Cambodge |
|  |                                                        |

|  | RacCS203, Rhinolophus acuminatus, Chachoengsao, Thaïlande |
|  |                                                           |
|  | RmYN02, Rhinolophus malayanus, Mengla, Yunnan             |
|  |                                                           |

|  | RaTG13, Rhinolophus affinis, Mojiang, Yunnan |
|  |                                              |
|  | SARS-CoV-2 (agent infectieux de la Covid-19) |
|  |                                              |

|  | RshSTT182, Rhinolophus shameli, Stoeng Treng, Cambodge |
|  |                                                        |
|  | RshSTT200, Rhinolophus shameli, Stoeng Treng, Cambodge |
|  |                                                        |

|  | RacCS203, Rhinolophus acuminatus, Chachoengsao, Thaïlande |
|  |                                                           |
|  | RmYN02, Rhinolophus malayanus, Mengla, Yunnan             |
|  |                                                           |

|  | RaTG13, Rhinolophus affinis, Mojiang, Yunnan |
|  |                                              |
|  | SARS-CoV-2 (agent infectieux de la Covid-19) |
|  |                                              |

|  | RshSTT182, Rhinolophus shameli, Stoeng Treng, Cambodge |
|  |                                                        |
|  | RshSTT200, Rhinolophus shameli, Stoeng Treng, Cambodge |
|  |                                                        |

|  | RacCS203, Rhinolophus acuminatus, Chachoengsao, Thaïlande |
|  |                                                           |
|  | RmYN02, Rhinolophus malayanus, Mengla, Yunnan             |
|  |                                                           |

|  | RaTG13, Rhinolophus affinis, Mojiang, Yunnan |
|  |                                              |
|  | SARS-CoV-2 (agent infectieux de la Covid-19) |
|  |                                              |

|  | RshSTT182, Rhinolophus shameli, Stoeng Treng, Cambodge |
|  |                                                        |
|  | RshSTT200, Rhinolophus shameli, Stoeng Treng, Cambodge |
|  |                                                        |

|  | RacCS203, Rhinolophus acuminatus, Chachoengsao, Thaïlande |
|  |                                                           |
|  | RmYN02, Rhinolophus malayanus, Mengla, Yunnan             |
|  |                                                           |

|  | RaTG13, Rhinolophus affinis, Mojiang, Yunnan |
|  |                                              |
|  | SARS-CoV-2 (agent infectieux de la Covid-19) |
|  |                                              |

|  | RshSTT182, Rhinolophus shameli, Stoeng Treng, Cambodge |
|  |                                                        |
|  | RshSTT200, Rhinolophus shameli, Stoeng Treng, Cambodge |
|  |                                                        |

|  | RacCS203, Rhinolophus acuminatus, Chachoengsao, Thaïlande |
|  |                                                           |
|  | RmYN02, Rhinolophus malayanus, Mengla, Yunnan             |
|  |                                                           |

|  | RaTG13, Rhinolophus affinis, Mojiang, Yunnan |
|  |                                              |
|  | SARS-CoV-2 (agent infectieux de la Covid-19) |
|  |                                              |

|  | RshSTT182, Rhinolophus shameli, Stoeng Treng, Cambodge |
|  |                                                        |
|  | RshSTT200, Rhinolophus shameli, Stoeng Treng, Cambodge |
|  |                                                        |

|  | RacCS203, Rhinolophus acuminatus, Chachoengsao, Thaïlande |
|  |                                                           |
|  | RmYN02, Rhinolophus malayanus, Mengla, Yunnan             |
|  |                                                           |

|  | RaTG13, Rhinolophus affinis, Mojiang, Yunnan |
|  |                                              |
|  | SARS-CoV-2 (agent infectieux de la Covid-19) |
|  |                                              |

|  | SL-ZXC21, Rhinolophus pusillus, Zhoushan, Zhejiang |
|  |                                                    |
|  | SL-ZC45, Rhinolophus pusillus, Zhoushan, Zhejiang  |
|  |                                                    |

|  | RshSTT182, Rhinolophus shameli, Stoeng Treng, Cambodge |
|  |                                                        |
|  | RshSTT200, Rhinolophus shameli, Stoeng Treng, Cambodge |
|  |                                                        |

|  | RacCS203, Rhinolophus acuminatus, Chachoengsao, Thaïlande |
|  |                                                           |
|  | RmYN02, Rhinolophus malayanus, Mengla, Yunnan             |
|  |                                                           |

|  | RaTG13, Rhinolophus affinis, Mojiang, Yunnan |
|  |                                              |
|  | SARS-CoV-2 (agent infectieux de la Covid-19) |
|  |                                              |

|  | RshSTT182, Rhinolophus shameli, Stoeng Treng, Cambodge |
|  |                                                        |
|  | RshSTT200, Rhinolophus shameli, Stoeng Treng, Cambodge |
|  |                                                        |

|  | RacCS203, Rhinolophus acuminatus, Chachoengsao, Thaïlande |
|  |                                                           |
|  | RmYN02, Rhinolophus malayanus, Mengla, Yunnan             |
|  |                                                           |

|  | RaTG13, Rhinolophus affinis, Mojiang, Yunnan |
|  |                                              |
|  | SARS-CoV-2 (agent infectieux de la Covid-19) |
|  |                                              |

|  | RshSTT182, Rhinolophus shameli, Stoeng Treng, Cambodge |
|  |                                                        |
|  | RshSTT200, Rhinolophus shameli, Stoeng Treng, Cambodge |
|  |                                                        |

|  | RacCS203, Rhinolophus acuminatus, Chachoengsao, Thaïlande |
|  |                                                           |
|  | RmYN02, Rhinolophus malayanus, Mengla, Yunnan             |
|  |                                                           |

|  | RaTG13, Rhinolophus affinis, Mojiang, Yunnan |
|  |                                              |
|  | SARS-CoV-2 (agent infectieux de la Covid-19) |
|  |                                              |

|  | RshSTT182, Rhinolophus shameli, Stoeng Treng, Cambodge |
|  |                                                        |
|  | RshSTT200, Rhinolophus shameli, Stoeng Treng, Cambodge |
|  |                                                        |

|  | RacCS203, Rhinolophus acuminatus, Chachoengsao, Thaïlande |
|  |                                                           |
|  | RmYN02, Rhinolophus malayanus, Mengla, Yunnan             |
|  |                                                           |

|  | RaTG13, Rhinolophus affinis, Mojiang, Yunnan |
|  |                                              |
|  | SARS-CoV-2 (agent infectieux de la Covid-19) |
|  |                                              |

|  | RshSTT182, Rhinolophus shameli, Stoeng Treng, Cambodge |
|  |                                                        |
|  | RshSTT200, Rhinolophus shameli, Stoeng Treng, Cambodge |
|  |                                                        |

|  | RacCS203, Rhinolophus acuminatus, Chachoengsao, Thaïlande |
|  |                                                           |
|  | RmYN02, Rhinolophus malayanus, Mengla, Yunnan             |
|  |                                                           |

|  | RaTG13, Rhinolophus affinis, Mojiang, Yunnan |
|  |                                              |
|  | SARS-CoV-2 (agent infectieux de la Covid-19) |
|  |                                              |

|  | RshSTT182, Rhinolophus shameli, Stoeng Treng, Cambodge |
|  |                                                        |
|  | RshSTT200, Rhinolophus shameli, Stoeng Treng, Cambodge |
|  |                                                        |

|  | RacCS203, Rhinolophus acuminatus, Chachoengsao, Thaïlande |
|  |                                                           |
|  | RmYN02, Rhinolophus malayanus, Mengla, Yunnan             |
|  |                                                           |

|  | RaTG13, Rhinolophus affinis, Mojiang, Yunnan |
|  |                                              |
|  | SARS-CoV-2 (agent infectieux de la Covid-19) |
|  |                                              |

|  | RshSTT182, Rhinolophus shameli, Stoeng Treng, Cambodge |
|  |                                                        |
|  | RshSTT200, Rhinolophus shameli, Stoeng Treng, Cambodge |
|  |                                                        |

|  | RacCS203, Rhinolophus acuminatus, Chachoengsao, Thaïlande |
|  |                                                           |
|  | RmYN02, Rhinolophus malayanus, Mengla, Yunnan             |
|  |                                                           |

|  | RaTG13, Rhinolophus affinis, Mojiang, Yunnan |
|  |                                              |
|  | SARS-CoV-2 (agent infectieux de la Covid-19) |
|  |                                              |

|  | RshSTT182, Rhinolophus shameli, Stoeng Treng, Cambodge |
|  |                                                        |
|  | RshSTT200, Rhinolophus shameli, Stoeng Treng, Cambodge |
|  |                                                        |

|  | RacCS203, Rhinolophus acuminatus, Chachoengsao, Thaïlande |
|  |                                                           |
|  | RmYN02, Rhinolophus malayanus, Mengla, Yunnan             |
|  |                                                           |

|  | RaTG13, Rhinolophus affinis, Mojiang, Yunnan |
|  |                                              |
|  | SARS-CoV-2 (agent infectieux de la Covid-19) |
|  |                                              |

- Animal hôte :
- chauve-souris
- pangolin
- humain

## Génome

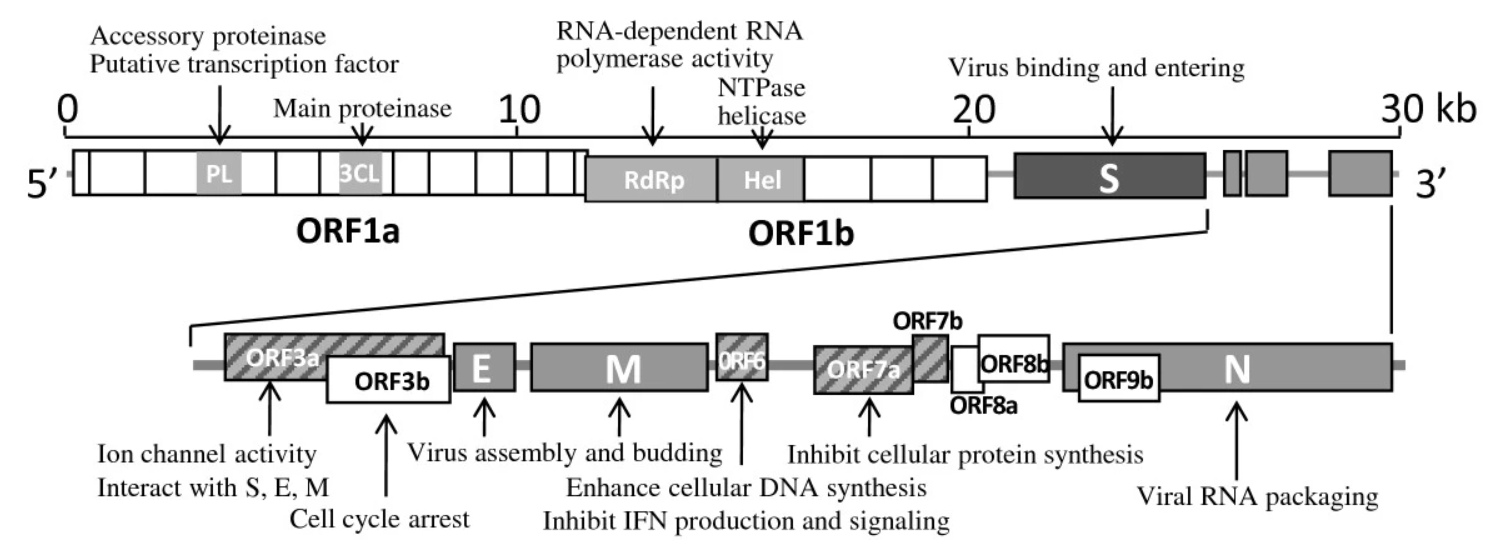
Organisation du génome du SARS-CoV

SARSr-CoV est un virus à ARN simple brin enveloppé, de polarité positive. Son génome est d'environ 30 kb, l'un des plus grands parmi les virus à ARN. Il a 14 cadres ouverts de lecture (ORF) dont certains se chevauchent. Le génome a une coiffe à son extrémité 5' et une queue polyadénylée à son extrémité 3'. Il y a 265 nucléotides dans le 5'UTR et 342 nucléotides dans le 3'UTR.
La coiffe et la queue polyadénylée permettent au génome d'ARN d'être directement traduit par le ribosome de la cellule hôte. SARSr-CoV est similaire à d'autres coronavirus en ce que son expression génomique commence par la traduction par les ribosomes de la cellule hôte de ses deux grands ORF, 1a et 1b, qui produisent tous deux des polyprotéines.
| Fonction du SARS-CoV protéines du génome (orf1a à orf9b) | Fonction du SARS-CoV protéines du génome (orf1a à orf9b) |
| Protéine                                                 | Fonction , |
| -------------------------------------------------------- | --- |
| orf1a, orf1b                                             | Polyprotéine réplicase / transcriptase (pp1ab) (protéines non structurales) |
| orf2                                                     | Protéine Spike (S), liaison et entrée du virus (protéine structurale) |
| orf3a                                                    | Interagit avec les protéines structurales S, E, M ; Activité du canal ionique ; Régule à la hausse les cytokines et les chimiokines telles que IL-8 et RANTES ; Régule à la hausse NF-κB et JNK ; Induit l'apoptose et l'arrêt du cycle cellulaire, via Caspase 8 et -9, et par Bax, p53 et p38 (MAP kinase) |
| orf3b                                                    | Régule à la hausse les cytokines et les chimiokines par RUNX1b ; Bloque la production et la signalisation d'Interféron de type I ; Induit l'apoptose et l'arrêt du cycle cellulaire ; |
| orf4                                                     | Protéine d'enveloppe (E), assemblage de virus et bourgeonnement ( protéine structurale) |
| orf5                                                     | Protéine membranaire (M), assemblage de virus et bourgeonnement (protéine structurale) |
| orf6                                                     | Améliore la synthèse de l'ADN cellulaire; Inhibe la production et la signalisation de l'interféron de type I |
| orf7a                                                    | Inhibe la synthèse des protéines cellulaires; Induit une réponse inflammatoire par le NF-kappaB et le promoteur IL-8 ; Augmente les chimiokines telles que IL-8 et RANTES; Régule à la hausse JNK, p38 MAP kinase; Induit l'apoptose et l'arrêt du cycle cellulaire                                          |
| orf7b                                                    | Inconnue |
| orf8a                                                    | Induit l'apoptose par la voie des mitochondries |
| orf8b                                                    | Améliore la synthèse de l'ADN cellulaire |
| orf9a                                                    | Protéine de nucléocapside (N), emballage d'ARN viral (protéine structurale) |
| orf9b                                                    | Induit l'apoptose |

Les fonctions de plusieurs des protéines virales sont connues. Les ORF 1a et 1b codent la réplicase/transcriptase et les ORF 2, 4, 5 et 9a codent, respectivement, les quatre principales protéines structurales : spike, enveloppe, membrane et nucléocapside. Les derniers ORF codent également huit protéines uniques (orf3a à orf9b), connues sous le nom de protéines accessoires, sans homologues connus. Les différentes fonctions des protéines accessoires ne sont pas bien comprises.

## Morphologie

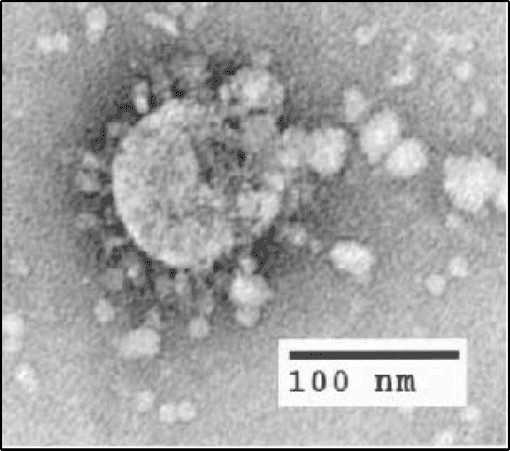
Micrographie de SARS-CoV

La morphologie du SARSr-CoV est caractéristique des coronavirus dans son ensemble. Les virions sont de grosses particules sphériques pléomorphes avec des projections de surface bulbeuses, les péplomères, qui forment une couronne autour des particules sur des micrographies électroniques. Cette apparence en couronne a donné leur nom aux coronavirus. La taille des particules virales se situe entre 80 et 90 nm.
L'enveloppe virale est constituée d'une bicouche lipidique où les protéines de la membrane (M), de l'enveloppe (E) et en pointe (S, Spike) sont ancrées. La protéine S est aussi appelée péplomère ou protéine spiculaire. L'interaction de la protéine S avec le récepteur cellulaire est centrale pour déterminer le tropisme tissulaire, l'infectiosité et la gamme d'espèces du virus, ; il constitue donc une clé importante de l'adaptation à l'espèce humaine.
À l'intérieur de l'enveloppe, il y a la nucléocapside, qui est formée de plusieurs copies de la protéine N, liées au génome ARN dans une conformation de type « billes sur une chaîne » continue,. L'enveloppe bicouche lipidique, les protéines membranaires et la nucléocapside protègent le virus lorsqu'il est à l'extérieur de l'hôte. Ces protections sont sensibles aux détergents, au savon et à l'alcool.

## Cycle de vie
SARSr-CoV suit la stratégie de réplication typique de tous les coronavirus,,,,.

### Fixation et entrée dans la cellule

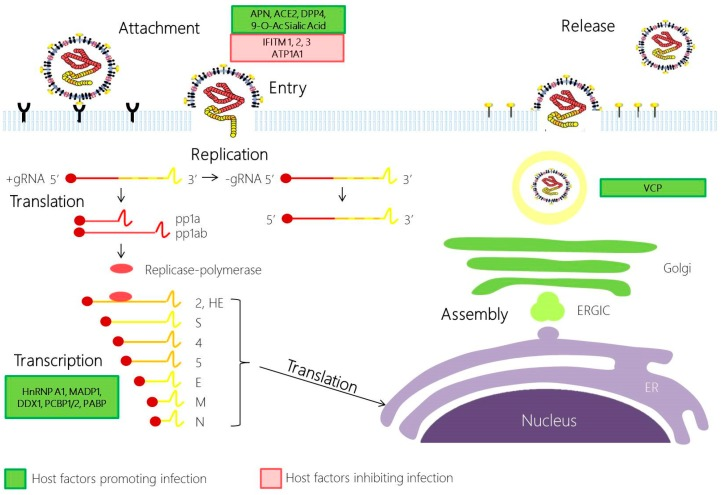
Cycle de réplication du coronavirus

La fixation du virion de SARSr-CoV à la cellule hôte est déterminée par la protéine S et son récepteur. Le domaine de liaison au récepteur de la protéine S (Receptor-Binding Domain, RBD) reconnaît et se fixe au récepteur de l'enzyme de conversion de l'angiotensine 2 (ACE2). Après l'attachement, le virus peut pénétrer dans la cellule hôte par deux chemins différents, selon la protéase hôte disponible pour cliver et activer la protéine Spike attachée au récepteur.
La première voie que le virus peut emprunter pour pénétrer dans la cellule hôte est l'endocytose et l'absorption dans un endosome. La protéine S attachée au récepteur est ensuite activée par la cathepsine L, protéase à cystéine dépendante du potentiel hydrogène de l'hôte. L'activation de la protéine S attachée au récepteur provoque un changement de conformation et la fusion de l'enveloppe virale avec la paroi endosomale.
Alternativement, le virus peut pénétrer directement dans la cellule hôte par clivage protéolytique de la protéine S attachée au récepteur par les protéases à sérine de l'hôte TMPRSS2 ou TMPRSS11D,.

### Traduction du génome
Après la fusion, la nucléocapside passe dans le cytoplasme, où le génome viral est libéré. Le génome agit comme un ARN messager, dont le ribosome traduit les deux tiers correspondant au cadre de lecture ouvert ORF1a/ORF1b, en deux grandes polyprotéines qui se chevauchent, pp1a et pp1ab.
La plus grande polyprotéine, pp1ab, est le résultat d'un décalage de phase de lecture de -1 provoqué par une séquence glissante (UUUAAAC) et un pseudonoeud d'ARN en aval du cadre de lecture ouvert ORF1a. Le décalage de phase de lecture permet la traduction continue de ORF1a suivie par ORF1b.
Les polyprotéines contiennent leurs propres protéases, PLpro et 3CLpro, qui clivent les polyprotéines en différents sites spécifiques. Le clivage de la polyprotéine pp1ab donne 16 protéines non structurales (nsp1 à nsp16). Ces protéines comprennent diverses protéines de réplication telles que l'ARN polymérase ARN dépendante (RdRp), l'ARN hélicase et l'exoribonucléase (ExoN),.

### Réplication et transcription

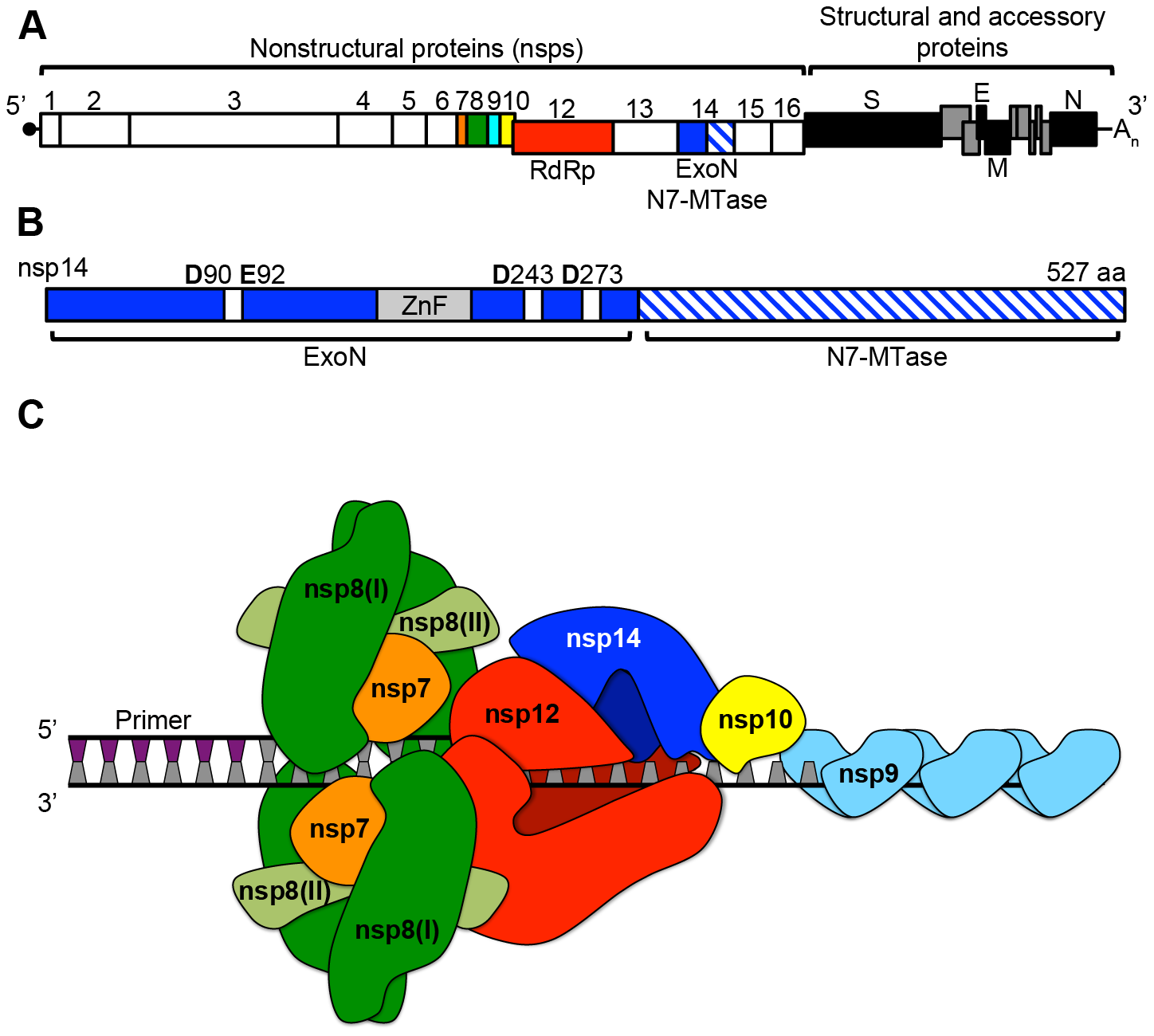
Modèle du complexe réplicase-transcriptase d'un coronavirus (SARS-CoV). RdRp pour la réplication (rouge), ExoN pour la relecture (bleu foncé), cofacteur ExoN (jaune), RBP pour éviter la structure secondaire (bleu clair), pince coulissante ARN pour la processivité et domaine primase pour l'amorçage (vert / orange), et une hélicase pour dérouler l'ARN (en aval).

Un certain nombre de protéines de réplication non structurales fusionnent pour former un complexe multi-protéique réplicase-transcriptase (Replicase-Transcriptase Complex, RTC). La principale protéine réplicase-transcriptase est l'ARN polymérase ARN dépendante (RdRp). Il est directement impliqué dans la réplication et la transcription de l'ARN à partir d'un brin d'ARN. Les autres protéines non structurales du complexe aident au processus de réplication et de transcription.
La protéine nsp14 est une exoribonucléase 3'-5' qui offre une fidélité supplémentaire au processus de réplication. L'exoribonucléase fournit une fonction de relecture au complexe qui manque à la RdRp. De même, les protéines nsp7 et nsp8 forment une « pince coulissante » ARN hexadécamérique faisant partie du complexe, ce qui augmente considérablement la processivité de la RdRp. Les coronavirus nécessitent une fidélité et une processivité accrues pendant la synthèse d'ARN en raison de la grande taille de leur génome par rapport aux autres virus à ARN.
L'une des principales fonctions du complexe RTC est de transcrire le génome viral. La RdRp intervient directement dans la synthèse des molécules d'ARN subgénomique de sens négatif à partir de l'ARN génomique de sens positif. Ceci est suivi par la transcription de ces molécules d'ARN subgénomique de sens négatif en leurs ARNm de sens positif correspondants.
L'autre fonction importante du complexe RTC est de répliquer le génome viral. La RdRp intervient directement dans la synthèse de l'ARN génomique de sens négatif à partir de l'ARN génomique de sens positif. Ceci est suivi par la réplication de l'ARN génomique de sens positif à partir de l'ARN génomique de sens négatif.
L'ARN génomique de sens positif répliqué devient le génome des virus de la descendance. Les différents petits ARNm sont des transcrits du dernier tiers du génome, qui suit les cadres de lecture ORF1a et ORF1b. Ces ARNm sont traduits dans les quatre protéines structurales (S, E, M et N) qui feront partie des virions de la descendance et également huit autres protéines accessoires (orf3 à orf9b).

### Assemblage et libération
La traduction de l'ARN se produit à l'intérieur du réticulum endoplasmique. Les protéines structurales virales S, E et M se déplacent le long de la voie de sécrétion dans le compartiment intermédiaire de Golgi. Là, les protéines M dirigent la plupart des interactions protéine-protéine nécessaires à l'assemblage des virus après sa liaison à la nucléocapside.
Les virions sont libérés de la cellule hôte par exocytose à travers des vésicules sécrétoires.